# 有福義秀
有福 義秀（ありふく よしひで）は、戦国時代の武将。

## 経歴・人物
備後甲奴郡有福城主。享禄5年（1532年）より尼子経久に、のち大内義隆に属した。